# الجديدة (الحفة)
الجديدة قرية صغيرة تتبع ناحية عين التينة في منطقة الحفة في محافظة اللاذقية. بلغ عدد سكانها 363 نسمة عام 2004.